# Herald Sun Tour 2018
Herald Sun Tour 2018 – 65. edycja wyścigu kolarskiego Herald Sun Tour, która odbyła się w dniach od 31 stycznia do 4 lutego 2018 na liczącej ponad 731 kilometrów trasie w stanie Wiktoria, składającej się z prologu i czterech etapów. Impreza kategorii 2.1 była częścią UCI Oceania Tour 2018.

## Etapy
| Etap   | Data   | Start – Meta             | type        | Dystans (km) | Zwycięzca etapu   | Lider             |
| ------ | ------ | ------------------------ | ----------- | ------------ | ----------------- | ----------------- |
| Prolog | 31 sty | Melbourne – Melbourne    | prolog      | 1,6          | Edward Clancy     | Edward Clancy     |
| 1      | 1 lut  | Colac – Warrnambool      | płaski      | 161,6        | Lasse Norman Leth | Lasse Norman Leth |
| 2      | 2 lut  | Warrnambool – Ballarat   | pagórkowaty | 198,6        | Mads Pedersen     | Lasse Norman Leth |
| 3      | 3 lut  | Nagambie – Lake Mountain | górzysty    | 218          | Esteban Chaves    | Esteban Chaves    |
| 4      | 4 lut  | Kinglake – Kinglake      | pagórkowaty | 152,1        | Sam Crome         | Esteban Chaves    |

## Drużyny
| WorldTeams (2)- Mitchelton-Scott - Trek-Segafredo Professional continental teams (3)- Aqua Blue Sport - Israel Cycling Academy - Roompot-Nederlandse Loterij Continental teams (9)- Australian Cycling Academy-Ride Sunshine Coast - Bennelong-SwissWellness-Cervélo - Brisbane Continental - Drapac-Pat's Veg Holistic Development - Interpro Stradalli - JLT Condor - McDonalds Down Under - Mobius-BridgeLane - Oliver's Real Food Reprezentacja- Australia |
| |

## Wyniki etapów

### Prolog
| Melbourne - Melbourne | prolog | (1,6 km) |

| \| Klasyfikacja etapu \| Klasyfikacja etapu \| Klasyfikacja etapu \| Klasyfikacja etapu \| Klasyfikacja etapu \| \| Kolarz \| Kolarz \| Państwo \| Drużyna \| Czas \| \| ------------------ \| ------------------- \| ------------------ \| ------------------------------- \| ------------------ \| \| 1. \| Edward Clancy \| Wielka Brytania \| JLT Condor \| 1' 54" \| \| 2. \| Mads Pedersen \| Dania \| Trek-Segafredo \| + 1" \| \| 3. \| Lasse Norman Leth \| Dania \| Aqua Blue Sport \| + 1" \| \| 4. \| Alex Frame \| Nowa Zelandia \| Trek-Segafredo \| + 1" \| \| 5. \| Anthony Giacoppo \| Australia \| Bennelong-SwissWellness-Cervélo \| + 2" \| \| 6. \| Alexander Edmondson \| Australia \| Mitchelton-Scott \| + 2" \| \| 7. \| Ian Bibby \| Wielka Brytania \| JLT Condor \| + 4" \| \| 8. \| Michael Hepburn \| Australia \| Mitchelton-Scott \| + 4" \| \| 9. \| Graham Briggs \| Wielka Brytania \| JLT Condor \| + 4" \| \| 10. \| Matthew Gibson \| Wielka Brytania \| JLT Condor \| + 4" \| |                     |                 |                                 |        |
| |                     |                 |                                 |        |
| Źródło: ProCyclingStats |                     |                 |                                 |        |
| Klasyfikacja etapu |                     |                 |                                 |        |
| Kolarz | Kolarz              | Państwo         | Drużyna                         | Czas   |
| 1. | Edward Clancy       | Wielka Brytania | JLT Condor                      | 1' 54" |
| 2. | Mads Pedersen       | Dania           | Trek-Segafredo                  | + 1"   |
| 3. | Lasse Norman Leth   | Dania           | Aqua Blue Sport                 | + 1"   |
| 4. | Alex Frame          | Nowa Zelandia   | Trek-Segafredo                  | + 1"   |
| 5. | Anthony Giacoppo    | Australia       | Bennelong-SwissWellness-Cervélo | + 2"   |
| 6. | Alexander Edmondson | Australia       | Mitchelton-Scott                | + 2"   |
| 7. | Ian Bibby           | Wielka Brytania | JLT Condor                      | + 4"   |
| 8. | Michael Hepburn     | Australia       | Mitchelton-Scott                | + 4"   |
| 9. | Graham Briggs       | Wielka Brytania | JLT Condor                      | + 4"   |
| 10. | Matthew Gibson      | Wielka Brytania | JLT Condor                      | + 4"   |

| \| Klasyfikacja generalna \| Klasyfikacja generalna \| Klasyfikacja generalna \| Klasyfikacja generalna \| Klasyfikacja generalna \| \| Kolarz \| Kolarz \| Państwo \| Drużyna \| Czas \| \| ---------------------- \| ---------------------- \| ---------------------- \| ------------------------------- \| ---------------------- \| \| 1. \| Edward Clancy \| Wielka Brytania \| JLT Condor \| 1' 54" \| \| 2. \| Mads Pedersen \| Dania \| Trek-Segafredo \| + 1" \| \| 3. \| Lasse Norman Leth \| Dania \| Aqua Blue Sport \| + 1" \| \| 4. \| Alex Frame \| Nowa Zelandia \| Trek-Segafredo \| + 1" \| \| 5. \| Anthony Giacoppo \| Australia \| Bennelong-SwissWellness-Cervélo \| + 2" \| \| 6. \| Alexander Edmondson \| Australia \| Mitchelton-Scott \| + 2" \| \| 7. \| Ian Bibby \| Wielka Brytania \| JLT Condor \| + 4" \| \| 8. \| Michael Hepburn \| Australia \| Mitchelton-Scott \| + 4" \| \| 9. \| Graham Briggs \| Wielka Brytania \| JLT Condor \| + 4" \| \| 10. \| Matthew Gibson \| Wielka Brytania \| JLT Condor \| + 4" \| |                     |                 |                                 |        |
| |                     |                 |                                 |        |
| Źródło: ProCyclingStats |                     |                 |                                 |        |
| Klasyfikacja generalna |                     |                 |                                 |        |
| Kolarz | Kolarz              | Państwo         | Drużyna                         | Czas   |
| 1. | Edward Clancy       | Wielka Brytania | JLT Condor                      | 1' 54" |
| 2. | Mads Pedersen       | Dania           | Trek-Segafredo                  | + 1"   |
| 3. | Lasse Norman Leth   | Dania           | Aqua Blue Sport                 | + 1"   |
| 4. | Alex Frame          | Nowa Zelandia   | Trek-Segafredo                  | + 1"   |
| 5. | Anthony Giacoppo    | Australia       | Bennelong-SwissWellness-Cervélo | + 2"   |
| 6. | Alexander Edmondson | Australia       | Mitchelton-Scott                | + 2"   |
| 7. | Ian Bibby           | Wielka Brytania | JLT Condor                      | + 4"   |
| 8. | Michael Hepburn     | Australia       | Mitchelton-Scott                | + 4"   |
| 9. | Graham Briggs       | Wielka Brytania | JLT Condor                      | + 4"   |
| 10. | Matthew Gibson      | Wielka Brytania | JLT Condor                      | + 4"   |

### Etap 1
| Colac - Warrnambool | płaski | (161,6 km) |

| \| Klasyfikacja etapu \| Klasyfikacja etapu \| Klasyfikacja etapu \| Klasyfikacja etapu \| Klasyfikacja etapu \| \| Kolarz \| Kolarz \| Państwo \| Drużyna \| Czas \| \| ------------------ \| ------------------ \| ------------------ \| ------------------------------- \| ------------------ \| \| 1. \| Lasse Norman Leth \| Dania \| Aqua Blue Sport \| 3h 36' 57" \| \| 2. \| Steele Von Hoff \| Australia \| Bennelong-SwissWellness-Cervélo \| + 0" \| \| 3. \| Cameron Meyer \| Australia \| Mitchelton-Scott \| + 0" \| \| 4. \| Koen de Kort \| Holandia \| Trek-Segafredo \| + 0" \| \| 5. \| Thomas Stewart \| Wielka Brytania \| JLT Condor \| + 0" \| \| 6. \| Jeroen Meijers \| Holandia \| Roompot-Nederlandse Loterij \| + 0" \| \| 7. \| Damien Howson \| Australia \| Mitchelton-Scott \| + 0" \| \| 8. \| Cameron Bayly \| Australia \| Bennelong-SwissWellness-Cervélo \| + 0" \| \| 9. \| Ruben Guerreiro \| Portugalia \| Trek-Segafredo \| + 3" \| \| 10. \| Mads Pedersen \| Dania \| Trek-Segafredo \| + 23" \| |                   |                 |                                 |            |
| |                   |                 |                                 |            |
| Źródło: ProCyclingStats |                   |                 |                                 |            |
| Klasyfikacja etapu |                   |                 |                                 |            |
| Kolarz | Kolarz            | Państwo         | Drużyna                         | Czas       |
| 1. | Lasse Norman Leth | Dania           | Aqua Blue Sport                 | 3h 36' 57" |
| 2. | Steele Von Hoff   | Australia       | Bennelong-SwissWellness-Cervélo | + 0"       |
| 3. | Cameron Meyer     | Australia       | Mitchelton-Scott                | + 0"       |
| 4. | Koen de Kort      | Holandia        | Trek-Segafredo                  | + 0"       |
| 5. | Thomas Stewart    | Wielka Brytania | JLT Condor                      | + 0"       |
| 6. | Jeroen Meijers    | Holandia        | Roompot-Nederlandse Loterij     | + 0"       |
| 7. | Damien Howson     | Australia       | Mitchelton-Scott                | + 0"       |
| 8. | Cameron Bayly     | Australia       | Bennelong-SwissWellness-Cervélo | + 0"       |
| 9. | Ruben Guerreiro   | Portugalia      | Trek-Segafredo                  | + 3"       |
| 10. | Mads Pedersen     | Dania           | Trek-Segafredo                  | + 23"      |

| \| Klasyfikacja generalna \| Klasyfikacja generalna \| Klasyfikacja generalna \| Klasyfikacja generalna \| Klasyfikacja generalna \| \| Kolarz \| Kolarz \| Państwo \| Drużyna \| Czas \| \| ---------------------- \| ---------------------- \| ---------------------- \| ------------------------------- \| ---------------------- \| \| 1. \| Lasse Norman Leth \| Dania \| Aqua Blue Sport \| 3h 38' 42" \| \| 2. \| Cameron Meyer \| Australia \| Mitchelton-Scott \| + 9" \| \| 3. \| Steele Von Hoff \| Australia \| Bennelong-SwissWellness-Cervélo \| + 10" \| \| 4. \| Cameron Bayly \| Australia \| Bennelong-SwissWellness-Cervélo \| + 14" \| \| 5. \| Thomas Stewart \| Wielka Brytania \| JLT Condor \| + 15" \| \| 6. \| Damien Howson \| Australia \| Mitchelton-Scott \| + 16" \| \| 7. \| Koen de Kort \| Holandia \| Trek-Segafredo \| + 16" \| \| 8. \| Jeroen Meijers \| Holandia \| Roompot-Nederlandse Loterij \| + 18" \| \| 9. \| Ruben Guerreiro \| Portugalia \| Trek-Segafredo \| + 22" \| \| 10. \| Mads Pedersen \| Dania \| Trek-Segafredo \| + 33" \| |                   |                 |                                 |            |
| |                   |                 |                                 |            |
| Źródło: ProCyclingStats |                   |                 |                                 |            |
| Klasyfikacja generalna |                   |                 |                                 |            |
| Kolarz | Kolarz            | Państwo         | Drużyna                         | Czas       |
| 1. | Lasse Norman Leth | Dania           | Aqua Blue Sport                 | 3h 38' 42" |
| 2. | Cameron Meyer     | Australia       | Mitchelton-Scott                | + 9"       |
| 3. | Steele Von Hoff   | Australia       | Bennelong-SwissWellness-Cervélo | + 10"      |
| 4. | Cameron Bayly     | Australia       | Bennelong-SwissWellness-Cervélo | + 14"      |
| 5. | Thomas Stewart    | Wielka Brytania | JLT Condor                      | + 15"      |
| 6. | Damien Howson     | Australia       | Mitchelton-Scott                | + 16"      |
| 7. | Koen de Kort      | Holandia        | Trek-Segafredo                  | + 16"      |
| 8. | Jeroen Meijers    | Holandia        | Roompot-Nederlandse Loterij     | + 18"      |
| 9. | Ruben Guerreiro   | Portugalia      | Trek-Segafredo                  | + 22"      |
| 10. | Mads Pedersen     | Dania           | Trek-Segafredo                  | + 33"      |

### Etap 2
| Warrnambool - Ballarat | pagórkowaty | (198,6 km) |

| \| Klasyfikacja etapu \| Klasyfikacja etapu \| Klasyfikacja etapu \| Klasyfikacja etapu \| Klasyfikacja etapu \| \| Kolarz \| Kolarz \| Państwo \| Drużyna \| Czas \| \| ------------------ \| ------------------- \| ------------------ \| --------------------------------- \| ------------------ \| \| 1. \| Mads Pedersen \| Dania \| Trek-Segafredo \| 5h 23' 12" \| \| 2. \| Steele Von Hoff \| Australia \| Bennelong-SwissWellness-Cervélo \| + 0" \| \| 3. \| Alexander Edmondson \| Australia \| Mitchelton-Scott \| + 0" \| \| 4. \| Thomas Stewart \| Wielka Brytania \| JLT Condor \| + 0" \| \| 5. \| Cyrus Monk \| Australia \| EF Education First-Drapac \| + 0" \| \| 6. \| Zakkari Dempster \| Australia \| Israel Cycling Academy \| + 0" \| \| 7. \| Ryan Thomas \| Australia \| Brisbane Continental Cycling Team \| + 0" \| \| 8. \| Tim Ariesen \| Holandia \| Roompot-Nederlandse Loterij \| + 0" \| \| 9. \| Ryan Christensen \| Nowa Zelandia \| Oliver's Real Food Racing \| + 0" \| \| 10. \| August Jensen \| Norwegia \| Israel Cycling Academy \| + 0" \| |                     |                 |                                   |            |
| |                     |                 |                                   |            |
| Źródło: ProCyclingStats |                     |                 |                                   |            |
| Klasyfikacja etapu |                     |                 |                                   |            |
| Kolarz | Kolarz              | Państwo         | Drużyna                           | Czas       |
| 1. | Mads Pedersen       | Dania           | Trek-Segafredo                    | 5h 23' 12" |
| 2. | Steele Von Hoff     | Australia       | Bennelong-SwissWellness-Cervélo   | + 0"       |
| 3. | Alexander Edmondson | Australia       | Mitchelton-Scott                  | + 0"       |
| 4. | Thomas Stewart      | Wielka Brytania | JLT Condor                        | + 0"       |
| 5. | Cyrus Monk          | Australia       | EF Education First-Drapac         | + 0"       |
| 6. | Zakkari Dempster    | Australia       | Israel Cycling Academy            | + 0"       |
| 7. | Ryan Thomas         | Australia       | Brisbane Continental Cycling Team | + 0"       |
| 8. | Tim Ariesen         | Holandia        | Roompot-Nederlandse Loterij       | + 0"       |
| 9. | Ryan Christensen    | Nowa Zelandia   | Oliver's Real Food Racing         | + 0"       |
| 10. | August Jensen       | Norwegia        | Israel Cycling Academy            | + 0"       |

| \| Klasyfikacja generalna \| Klasyfikacja generalna \| Klasyfikacja generalna \| Klasyfikacja generalna \| Klasyfikacja generalna \| \| Kolarz \| Kolarz \| Państwo \| Drużyna \| Czas \| \| ---------------------- \| ---------------------- \| ---------------------- \| ------------------------------- \| ---------------------- \| \| 1. \| Lasse Norman Leth \| Dania \| Aqua Blue Sport \| 9h 01' 54" \| \| 2. \| Steele Von Hoff \| Australia \| Bennelong-SwissWellness-Cervélo \| + 4" \| \| 3. \| Cameron Meyer \| Australia \| Mitchelton-Scott \| + 9" \| \| 4. \| Cameron Bayly \| Australia \| Bennelong-SwissWellness-Cervélo \| + 14" \| \| 5. \| Thomas Stewart \| Wielka Brytania \| JLT Condor \| + 15" \| \| 6. \| Damien Howson \| Australia \| Mitchelton-Scott \| + 16" \| \| 7. \| Koen de Kort \| Holandia \| Trek-Segafredo \| + 16" \| \| 8. \| Jeroen Meijers \| Holandia \| Roompot-Nederlandse Loterij \| + 18" \| \| 9. \| Ruben Guerreiro \| Portugalia \| Trek-Segafredo \| + 22" \| \| 10. \| Mads Pedersen \| Dania \| Trek-Segafredo \| + 23" \| |                   |                 |                                 |            |
| |                   |                 |                                 |            |
| Źródło: ProCyclingStats |                   |                 |                                 |            |
| Klasyfikacja generalna |                   |                 |                                 |            |
| Kolarz | Kolarz            | Państwo         | Drużyna                         | Czas       |
| 1. | Lasse Norman Leth | Dania           | Aqua Blue Sport                 | 9h 01' 54" |
| 2. | Steele Von Hoff   | Australia       | Bennelong-SwissWellness-Cervélo | + 4"       |
| 3. | Cameron Meyer     | Australia       | Mitchelton-Scott                | + 9"       |
| 4. | Cameron Bayly     | Australia       | Bennelong-SwissWellness-Cervélo | + 14"      |
| 5. | Thomas Stewart    | Wielka Brytania | JLT Condor                      | + 15"      |
| 6. | Damien Howson     | Australia       | Mitchelton-Scott                | + 16"      |
| 7. | Koen de Kort      | Holandia        | Trek-Segafredo                  | + 16"      |
| 8. | Jeroen Meijers    | Holandia        | Roompot-Nederlandse Loterij     | + 18"      |
| 9. | Ruben Guerreiro   | Portugalia      | Trek-Segafredo                  | + 22"      |
| 10. | Mads Pedersen     | Dania           | Trek-Segafredo                  | + 23"      |

### Etap 3
| Nagambie - Lake Mountain | górzysty | (218 km) |

| \| Klasyfikacja etapu \| Klasyfikacja etapu \| Klasyfikacja etapu \| Klasyfikacja etapu \| Klasyfikacja etapu \| \| Kolarz \| Kolarz \| Państwo \| Drużyna \| Czas \| \| ------------------ \| ------------------ \| ------------------ \| ---------------------------------------------- \| ------------------ \| \| 1. \| Esteban Chaves \| Kolumbia \| Mitchelton-Scott \| 5h 53' 55" \| \| 2. \| Alexander Evans \| Australia \| Mobius-BridgeLane \| + 42" \| \| 3. \| Ruben Guerreiro \| Portugalia \| Trek-Segafredo \| + 1' 09" \| \| 4. \| Cameron Meyer \| Australia \| Mitchelton-Scott \| + 1' 09" \| \| 5. \| Damien Howson \| Australia \| Mitchelton-Scott \| + 1' 09" \| \| 6. \| Nathan Earle \| Australia \| Israel Cycling Academy \| + 1' 09" \| \| 7. \| Freddy Ovett \| Australia \| Australian Cycling Academy-Ride Sunshine Coast \| + 1' 09" \| \| 8. \| Krists Neilands \| Łotwa \| Israel Cycling Academy \| + 1' 09" \| \| 9. \| James Whelan \| Australia \| Australia \| + 1' 09" \| \| 10. \| Sam Crome \| Australia \| Bennelong-SwissWellness-Cervélo \| + 1' 09" \| |                 |            |                                                |            |
| |                 |            |                                                |            |
| Źródło: ProCyclingStats |                 |            |                                                |            |
| Klasyfikacja etapu |                 |            |                                                |            |
| Kolarz | Kolarz          | Państwo    | Drużyna                                        | Czas       |
| 1. | Esteban Chaves  | Kolumbia   | Mitchelton-Scott                               | 5h 53' 55" |
| 2. | Alexander Evans | Australia  | Mobius-BridgeLane                              | + 42"      |
| 3. | Ruben Guerreiro | Portugalia | Trek-Segafredo                                 | + 1' 09"   |
| 4. | Cameron Meyer   | Australia  | Mitchelton-Scott                               | + 1' 09"   |
| 5. | Damien Howson   | Australia  | Mitchelton-Scott                               | + 1' 09"   |
| 6. | Nathan Earle    | Australia  | Israel Cycling Academy                         | + 1' 09"   |
| 7. | Freddy Ovett    | Australia  | Australian Cycling Academy-Ride Sunshine Coast | + 1' 09"   |
| 8. | Krists Neilands | Łotwa      | Israel Cycling Academy                         | + 1' 09"   |
| 9. | James Whelan    | Australia  | Australia                                      | + 1' 09"   |
| 10. | Sam Crome       | Australia  | Bennelong-SwissWellness-Cervélo                | + 1' 09"   |

| \| Klasyfikacja generalna \| Klasyfikacja generalna \| Klasyfikacja generalna \| Klasyfikacja generalna \| Klasyfikacja generalna \| \| Kolarz \| Kolarz \| Państwo \| Drużyna \| Czas \| \| ---------------------- \| ---------------------- \| ---------------------- \| ---------------------------------------------- \| ---------------------- \| \| 1. \| Esteban Chaves \| Kolumbia \| Mitchelton-Scott \| 14h 56' 35" \| \| 2. \| Cameron Meyer \| Australia \| Mitchelton-Scott \| + 32" \| \| 3. \| Damien Howson \| Australia \| Mitchelton-Scott \| + 39" \| \| 4. \| Ruben Guerreiro \| Portugalia \| Trek-Segafredo \| + 45" \| \| 5. \| Dylan Sunderland \| Australia \| Bennelong-SwissWellness-Cervélo \| + 1' 06" \| \| 6. \| Chris Harper \| Australia \| Bennelong-SwissWellness-Cervélo \| + 1' 09" \| \| 7. \| Alexander Evans \| Australia \| Mobius-BridgeLane \| + 1' 54" \| \| 8. \| Sam Crome \| Australia \| Bennelong-SwissWellness-Cervélo \| + 1' 58" \| \| 9. \| Krists Neilands \| Łotwa \| Israel Cycling Academy \| + 2' 02" \| \| 10. \| Freddy Ovett \| Australia \| Australian Cycling Academy-Ride Sunshine Coast \| + 2' 04" \| |                  |            |                                                |             |
| |                  |            |                                                |             |
| Źródło: ProCyclingStats |                  |            |                                                |             |
| Klasyfikacja generalna |                  |            |                                                |             |
| Kolarz | Kolarz           | Państwo    | Drużyna                                        | Czas        |
| 1. | Esteban Chaves   | Kolumbia   | Mitchelton-Scott                               | 14h 56' 35" |
| 2. | Cameron Meyer    | Australia  | Mitchelton-Scott                               | + 32"       |
| 3. | Damien Howson    | Australia  | Mitchelton-Scott                               | + 39"       |
| 4. | Ruben Guerreiro  | Portugalia | Trek-Segafredo                                 | + 45"       |
| 5. | Dylan Sunderland | Australia  | Bennelong-SwissWellness-Cervélo                | + 1' 06"    |
| 6. | Chris Harper     | Australia  | Bennelong-SwissWellness-Cervélo                | + 1' 09"    |
| 7. | Alexander Evans  | Australia  | Mobius-BridgeLane                              | + 1' 54"    |
| 8. | Sam Crome        | Australia  | Bennelong-SwissWellness-Cervélo                | + 1' 58"    |
| 9. | Krists Neilands  | Łotwa      | Israel Cycling Academy                         | + 2' 02"    |
| 10. | Freddy Ovett     | Australia  | Australian Cycling Academy-Ride Sunshine Coast | + 2' 04"    |

### Etap 4
| Kinglake - Kinglake | pagórkowaty | (152,1 km) |

| \| Klasyfikacja etapu \| Klasyfikacja etapu \| Klasyfikacja etapu \| Klasyfikacja etapu \| Klasyfikacja etapu \| \| Kolarz \| Kolarz \| Państwo \| Drużyna \| Czas \| \| ------------------ \| ------------------ \| ------------------ \| ---------------------------------------------- \| ------------------ \| \| 1. \| Sam Crome \| Australia \| Bennelong-SwissWellness-Cervélo \| 3h 37' 34" \| \| 2. \| Cameron Meyer \| Australia \| Mitchelton-Scott \| + 0" \| \| 3. \| Ruben Guerreiro \| Portugalia \| Trek-Segafredo \| + 0" \| \| 4. \| Thomas Stewart \| Wielka Brytania \| JLT Condor \| + 0" \| \| 5. \| August Jensen \| Norwegia \| Israel Cycling Academy \| + 0" \| \| 6. \| Larry Warbasse \| Stany Zjednoczone \| Aqua Blue Sport \| + 0" \| \| 7. \| Oliver Martin \| Australia \| Brisbane Continental Cycling Team \| + 0" \| \| 8. \| Freddy Ovett \| Australia \| Australian Cycling Academy-Ride Sunshine Coast \| + 0" \| \| 9. \| Casper Pedersen \| Dania \| Aqua Blue Sport \| + 0" \| \| 10. \| Krists Neilands \| Łotwa \| Israel Cycling Academy \| + 0" \| |                 |                   |                                                |            |
| |                 |                   |                                                |            |
| Źródło: ProCyclingStats |                 |                   |                                                |            |
| Klasyfikacja etapu |                 |                   |                                                |            |
| Kolarz | Kolarz          | Państwo           | Drużyna                                        | Czas       |
| 1. | Sam Crome       | Australia         | Bennelong-SwissWellness-Cervélo                | 3h 37' 34" |
| 2. | Cameron Meyer   | Australia         | Mitchelton-Scott                               | + 0"       |
| 3. | Ruben Guerreiro | Portugalia        | Trek-Segafredo                                 | + 0"       |
| 4. | Thomas Stewart  | Wielka Brytania   | JLT Condor                                     | + 0"       |
| 5. | August Jensen   | Norwegia          | Israel Cycling Academy                         | + 0"       |
| 6. | Larry Warbasse  | Stany Zjednoczone | Aqua Blue Sport                                | + 0"       |
| 7. | Oliver Martin   | Australia         | Brisbane Continental Cycling Team              | + 0"       |
| 8. | Freddy Ovett    | Australia         | Australian Cycling Academy-Ride Sunshine Coast | + 0"       |
| 9. | Casper Pedersen | Dania             | Aqua Blue Sport                                | + 0"       |
| 10. | Krists Neilands | Łotwa             | Israel Cycling Academy                         | + 0"       |

## Klasyfikacje

### Klasyfikacja generalna
| \| Klasyfikacja generalna \| Klasyfikacja generalna \| Klasyfikacja generalna \| Klasyfikacja generalna \| Klasyfikacja generalna \| \| Kolarz \| Kolarz \| Państwo \| Drużyna \| Czas \| \| ---------------------- \| ---------------------- \| ---------------------- \| ---------------------------------------------- \| ---------------------- \| \| 1. \| Esteban Chaves \| Kolumbia \| Mitchelton-Scott \| 18h 34' 09" \| \| 2. \| Cameron Meyer \| Australia \| Mitchelton-Scott \| + 26" \| \| 3. \| Damien Howson \| Australia \| Mitchelton-Scott \| + 39" \| \| 4. \| Ruben Guerreiro \| Portugalia \| Trek-Segafredo \| + 41" \| \| 5. \| Dylan Sunderland \| Australia \| Bennelong-SwissWellness-Cervélo \| + 1' 03" \| \| 6. \| Chris Harper \| Australia \| Bennelong-SwissWellness-Cervélo \| + 1' 09" \| \| 7. \| Sam Crome \| Australia \| Bennelong-SwissWellness-Cervélo \| + 1' 48" \| \| 8. \| Alexander Evans \| Australia \| Mobius-BridgeLane \| + 1' 54" \| \| 9. \| Krists Neilands \| Łotwa \| Israel Cycling Academy \| + 2' 02" \| \| 10. \| Freddy Ovett \| Australia \| Australian Cycling Academy-Ride Sunshine Coast \| + 2' 04" \| |                  |            |                                                |             |
| |                  |            |                                                |             |
| Źródło: ProCyclingStats |                  |            |                                                |             |
| Klasyfikacja generalna |                  |            |                                                |             |
| Kolarz | Kolarz           | Państwo    | Drużyna                                        | Czas        |
| 1. | Esteban Chaves   | Kolumbia   | Mitchelton-Scott                               | 18h 34' 09" |
| 2. | Cameron Meyer    | Australia  | Mitchelton-Scott                               | + 26"       |
| 3. | Damien Howson    | Australia  | Mitchelton-Scott                               | + 39"       |
| 4. | Ruben Guerreiro  | Portugalia | Trek-Segafredo                                 | + 41"       |
| 5. | Dylan Sunderland | Australia  | Bennelong-SwissWellness-Cervélo                | + 1' 03"    |
| 6. | Chris Harper     | Australia  | Bennelong-SwissWellness-Cervélo                | + 1' 09"    |
| 7. | Sam Crome        | Australia  | Bennelong-SwissWellness-Cervélo                | + 1' 48"    |
| 8. | Alexander Evans  | Australia  | Mobius-BridgeLane                              | + 1' 54"    |
| 9. | Krists Neilands  | Łotwa      | Israel Cycling Academy                         | + 2' 02"    |
| 10. | Freddy Ovett     | Australia  | Australian Cycling Academy-Ride Sunshine Coast | + 2' 04"    |

| Klasyfikacja sprinterska | Klasyfikacja sprinterska | Klasyfikacja sprinterska | Klasyfikacja sprinterska                      | Klasyfikacja sprinterska |
| Kolarz                   | Kolarz                   | Państwo                  | Drużyna                                       | Punkty                   |
| ------------------------ | ------------------------ | ------------------------ | --------------------------------------------- | ------------------------ |
| 1.                       | Steele Von Hoff          | Australia                | Bennelong-SwissWellness-Cervélo               | 28 pkt                   |
| 2.                       | Kane Richards            | Australia                | McDonalds Down Under                          | 18 pkt                   |
| 3.                       | Mathew Ross              | Australia                | Australia                                     | 14 pkt                   |
| 4.                       | Cameron Meyer            | Australia                | Mitchelton-Scott                              | 14 pkt                   |
| 5.                       | Liam Magennis            | Australia                | Drapac-EF p/b Cannondale Holistic Development | 12 pkt                   |
| 6.                       | Sam Crome                | Australia                | Bennelong-SwissWellness-Cervélo               | 10 pkt                   |
| 7.                       | Lasse Norman Leth        | Dania                    | Aqua Blue Sport                               | 10 pkt                   |
| 8.                       | Mads Pedersen            | Dania                    | Trek-Segafredo                                | 10 pkt                   |
| 9.                       | Michael Vink             | Nowa Zelandia            | Brisbane Continental Cycling Team             | 8 pkt                    |
| 10.                      | Thomas Stewart           | Wielka Brytania          | JLT Condor                                    | 8 pkt                    |

| Klasyfikacja sprinterska | Klasyfikacja sprinterska | Klasyfikacja sprinterska | Klasyfikacja sprinterska                      | Klasyfikacja sprinterska |
| Kolarz                   | Kolarz                   | Państwo                  | Drużyna                                       | Punkty                   |
| ------------------------ | ------------------------ | ------------------------ | --------------------------------------------- | ------------------------ |
| 1.                       | Steele Von Hoff          | Australia                | Bennelong-SwissWellness-Cervélo               | 28 pkt                   |
| 2.                       | Kane Richards            | Australia                | McDonalds Down Under                          | 18 pkt                   |
| 3.                       | Mathew Ross              | Australia                | Australia                                     | 14 pkt                   |
| 4.                       | Cameron Meyer            | Australia                | Mitchelton-Scott                              | 14 pkt                   |
| 5.                       | Liam Magennis            | Australia                | Drapac-EF p/b Cannondale Holistic Development | 12 pkt                   |
| 6.                       | Sam Crome                | Australia                | Bennelong-SwissWellness-Cervélo               | 10 pkt                   |
| 7.                       | Lasse Norman Leth        | Dania                    | Aqua Blue Sport                               | 10 pkt                   |
| 8.                       | Mads Pedersen            | Dania                    | Trek-Segafredo                                | 10 pkt                   |
| 9.                       | Michael Vink             | Nowa Zelandia            | Brisbane Continental Cycling Team             | 8 pkt                    |
| 10.                      | Thomas Stewart           | Wielka Brytania          | JLT Condor                                    | 8 pkt                    |

| Klasyfikacja górska | Klasyfikacja górska | Klasyfikacja górska | Klasyfikacja górska               | Klasyfikacja górska |
| Kolarz              | Kolarz              | Państwo             | Drużyna                           | Punkty              |
| ------------------- | ------------------- | ------------------- | --------------------------------- | ------------------- |
| 1.                  | Nathan Earle        | Australia           | Israel Cycling Academy            | 56 pkt              |
| 2.                  | Michael Vink        | Nowa Zelandia       | Brisbane Continental Cycling Team | 46 pkt              |
| 3.                  | Brad Evans          | Nowa Zelandia       | Mobius-BridgeLane                 | 42 pkt              |
| 4.                  | Esteban Chaves      | Kolumbia            | Mitchelton-Scott                  | 24 pkt              |
| 5.                  | Etienne van Empel   | Holandia            | Roompot-Nederlandse Loterij       | 24 pkt              |
| 6.                  | Angus Lyons         | Australia           | Mobius-BridgeLane                 | 20 pkt              |
| 7.                  | Alexander Evans     | Australia           | Mobius-BridgeLane                 | 16 pkt              |
| 8.                  | Ruben Guerreiro     | Portugalia          | Trek-Segafredo                    | 8 pkt               |
| 9.                  | James Whelan        | Australia           | Australia                         | 8 pkt               |
| 10.                 | Kane Richards       | Australia           | McDonalds Down Under              | 8 pkt               |

| Klasyfikacja górska | Klasyfikacja górska | Klasyfikacja górska | Klasyfikacja górska               | Klasyfikacja górska |
| Kolarz              | Kolarz              | Państwo             | Drużyna                           | Punkty              |
| ------------------- | ------------------- | ------------------- | --------------------------------- | ------------------- |
| 1.                  | Nathan Earle        | Australia           | Israel Cycling Academy            | 56 pkt              |
| 2.                  | Michael Vink        | Nowa Zelandia       | Brisbane Continental Cycling Team | 46 pkt              |
| 3.                  | Brad Evans          | Nowa Zelandia       | Mobius-BridgeLane                 | 42 pkt              |
| 4.                  | Esteban Chaves      | Kolumbia            | Mitchelton-Scott                  | 24 pkt              |
| 5.                  | Etienne van Empel   | Holandia            | Roompot-Nederlandse Loterij       | 24 pkt              |
| 6.                  | Angus Lyons         | Australia           | Mobius-BridgeLane                 | 20 pkt              |
| 7.                  | Alexander Evans     | Australia           | Mobius-BridgeLane                 | 16 pkt              |
| 8.                  | Ruben Guerreiro     | Portugalia          | Trek-Segafredo                    | 8 pkt               |
| 9.                  | James Whelan        | Australia           | Australia                         | 8 pkt               |
| 10.                 | Kane Richards       | Australia           | McDonalds Down Under              | 8 pkt               |

| Klasyfikacja młodzieżowa | Klasyfikacja młodzieżowa | Klasyfikacja młodzieżowa | Klasyfikacja młodzieżowa                       | Klasyfikacja młodzieżowa |
| Kolarz                   | Kolarz                   | Państwo                  | Drużyna                                        | Czas                     |
| ------------------------ | ------------------------ | ------------------------ | ---------------------------------------------- | ------------------------ |
| 1.                       | Dylan Sunderland         | Australia                | Bennelong-SwissWellness-Cervélo                | 18h 35' 12"              |
| 2.                       | Alexander Evans          | Australia                | Mobius-BridgeLane                              | + 51"                    |
| 3.                       | James Whelan             | Australia                | Australia                                      | + 2' 55"                 |
| 4.                       | Ryan Christensen         | Nowa Zelandia            | Oliver's Real Food Racing                      | + 5' 00"                 |
| 5.                       | Calan White              | Australia                | Brisbane Continental Cycling Team              | + 6' 10"                 |
| 6.                       | Cyrus Monk               | Australia                | EF Education First-Drapac                      | + 6' 14"                 |
| 7.                       | Lucas Hamilton           | Australia                | Mitchelton-Scott                               | + 7' 15"                 |
| 8.                       | Michael Potter           | Australia                | Australian Cycling Academy-Ride Sunshine Coast | + 8' 40"                 |
| 9.                       | Angus Lyons              | Australia                | Mobius-BridgeLane                              | + 19' 15"                |
| 10.                      | Reece Tucknott           | Australia                | Australia                                      | + 21' 00"                |

| Klasyfikacja młodzieżowa | Klasyfikacja młodzieżowa | Klasyfikacja młodzieżowa | Klasyfikacja młodzieżowa                       | Klasyfikacja młodzieżowa |
| Kolarz                   | Kolarz                   | Państwo                  | Drużyna                                        | Czas                     |
| ------------------------ | ------------------------ | ------------------------ | ---------------------------------------------- | ------------------------ |
| 1.                       | Dylan Sunderland         | Australia                | Bennelong-SwissWellness-Cervélo                | 18h 35' 12"              |
| 2.                       | Alexander Evans          | Australia                | Mobius-BridgeLane                              | + 51"                    |
| 3.                       | James Whelan             | Australia                | Australia                                      | + 2' 55"                 |
| 4.                       | Ryan Christensen         | Nowa Zelandia            | Oliver's Real Food Racing                      | + 5' 00"                 |
| 5.                       | Calan White              | Australia                | Brisbane Continental Cycling Team              | + 6' 10"                 |
| 6.                       | Cyrus Monk               | Australia                | EF Education First-Drapac                      | + 6' 14"                 |
| 7.                       | Lucas Hamilton           | Australia                | Mitchelton-Scott                               | + 7' 15"                 |
| 8.                       | Michael Potter           | Australia                | Australian Cycling Academy-Ride Sunshine Coast | + 8' 40"                 |
| 9.                       | Angus Lyons              | Australia                | Mobius-BridgeLane                              | + 19' 15"                |
| 10.                      | Reece Tucknott           | Australia                | Australia                                      | + 21' 00"                |

| Klasyfikacja drużynowa | Klasyfikacja drużynowa                | Klasyfikacja drużynowa | Klasyfikacja drużynowa |
| Drużyna                | Drużyna                               | Państwo                | Czas                   |
| ---------------------- | ------------------------------------- | ---------------------- | ---------------------- |
| 1.                     | Mitchelton-Scott                      | Australia              | 55h 43' 27"            |
| 2.                     | Bennelong-SwissWellness-Cervélo       | Australia              | + 1' 20"               |
| 3.                     | Trek-Segafredo                        | Stany Zjednoczone      | + 6' 51"               |
| 4.                     | Australia                             | Australia              | + 8' 04"               |
| 5.                     | Israel Cycling Academy                | Izrael                 | + 10' 40"              |
| 6.                     | Brisbane Continental                  | Australia              | + 15' 48"              |
| 7.                     | Aqua Blue Sport                       | Irlandia               | + 22' 05"              |
| 8.                     | Roompot-Nederlandse Loterij           | Holandia               | + 26' 51"              |
| 9.                     | JLT Condor                            | Wielka Brytania        | + 27' 52"              |
| 10.                    | Drapac-Pat's Veg Holistic Development | Australia              | + 33' 43"              |

| Klasyfikacja drużynowa | Klasyfikacja drużynowa                | Klasyfikacja drużynowa | Klasyfikacja drużynowa |
| Drużyna                | Drużyna                               | Państwo                | Czas                   |
| ---------------------- | ------------------------------------- | ---------------------- | ---------------------- |
| 1.                     | Mitchelton-Scott                      | Australia              | 55h 43' 27"            |
| 2.                     | Bennelong-SwissWellness-Cervélo       | Australia              | + 1' 20"               |
| 3.                     | Trek-Segafredo                        | Stany Zjednoczone      | + 6' 51"               |
| 4.                     | Australia                             | Australia              | + 8' 04"               |
| 5.                     | Israel Cycling Academy                | Izrael                 | + 10' 40"              |
| 6.                     | Brisbane Continental                  | Australia              | + 15' 48"              |
| 7.                     | Aqua Blue Sport                       | Irlandia               | + 22' 05"              |
| 8.                     | Roompot-Nederlandse Loterij           | Holandia               | + 26' 51"              |
| 9.                     | JLT Condor                            | Wielka Brytania        | + 27' 52"              |
| 10.                    | Drapac-Pat's Veg Holistic Development | Australia              | + 33' 43"              |